# BSG Fortschritt Großenhain
Die BSG Fortschritt Großenhain war eine Betriebssportgemeinschaft nach den Bestimmungen des DDR-Sportrechts, die ihren Sitz in der sächsischen Kreisstadt Großenhain hatte.

## Porträt
Als nach dem Ende des Zweiten Weltkriegs in der Sowjetischen Besatzungszone alle Sportvereine auf Dauer aufgelöst worden waren, entwickelten sich lose organisierte Sportgruppen und Sportgemeinschaften, die zunächst auf lokaler Ebene den Sportbetrieb wieder aufnehmen durften. Dies geschah hauptsächlich im Bereich des Fußballsports. Eine solche Sportgemeinschaft wurde auch in Großenhain gegründet, die erstmals 1948/49 im Fußballbezirk Dresden in Erscheinung trat, wo sie unter zehn Mannschaften Platz fünf belegte. Zur Saison 1949/50 war der Fußballspielbetrieb in Sachsen neu geordnet worden, und in Großenhain war die bisherige Sportgemeinschaft in die ZSG Textil Großenhain umgebildet worden. Sie belegte in der drittklassigen Bezirksliga Dresden den sechsten Platz. Diese Spielklasse wurde nach Einführung der neuen zweitklassigen DDR-Liga 1950/51 zur viertklassigen Liga, in der die ZSG Textil unter elf Teams nur auf Rang neun einkam und absteigen musste.
Nach dem Abstieg wurde erneut eine Strukturänderung vorgenommen. Am 2. Juni 1951 wurde die ZSG in eine Betriebssportgemeinschaft umgebildet und erhielt den Namen „BSG Turbine Großenhain“. Unter diesem Namen schaffte die BSG 1953 den Aufstieg in die Bezirksklasse Dresden (4. Liga). Durch Schaffung der II. DDR-Liga wurde die Bezirksklasse 1956 zur 5. Liga, in der die BSG Turbine 1957 den Aufstieg in die Bezirksliga Bezirk Dresden schaffte. Dort konnten sich die Großenhainer vier Spielzeiten halten und gewannen 1958 durch einen 1:0-Sieg über den Bezirksligisten Chemie Coswig den Bezirkspokal. Damit war Großenhain für den DDR-weiten Fußballpokal-Wettbewerb 1959 teilnahmeberechtigt. In der Vorrunde traf Turbine Großenhain auf den Leipziger Drittligisten Motor Gohlis-Nord und schied nach einer 3:4-Heimniederlage aus dem Pokalwettbewerb aus.
1961/62 fielen die Fußballer der BSG Turbine der Zusammenlegung der zwei Bezirksligastaffeln zum Opfer. Staffelplatz acht reichte nicht zum Klassenerhalt, sodass die Mannschaft 1962/63 wieder in der Bezirksklasse antreten musste, die allerdings nach Einstellung der II. DDR-Liga wieder viertklassig geworden war. Die Rückkehr in die Drittklassigkeit schaffte Großenhain binnen einer Spielzeit. Danach war die BSG Turbine in der Dresdner Bezirksliga von 1963/64 bis 1967/68 vertreten. 1968 kam es zum abermaligen Abstieg. Es dauerte bis zur Saison 1970/71, ehe erneut der Aufstieg in die Bezirksliga gelang. In den 1960er Jahren hatte die Sektion Federball (Badminton) eine erfolgreiche Mannschaft. Ihren Höhepunkt hatte sie bei den DDR-Meisterschaften 1969, als Ingrid Standtke und Christine Naumann die Bronzemedaille gewannen.
1970 hatte die BSG mit einem Landmaschinenbetrieb den Trägerbetrieb gewechselt und ihren Namen in „BSG Landtechnik“ geändert. In der Folgezeit pendelten die Landtechniker zwischen Bezirksliga und Bezirksklasse. Nachdem 1976 zum wiederholten Male der Aufstieg in die Bezirksliga gelungen war, stand wieder ein neuer Namenswechsel an. Das Textilmaschinenwerk Textima hatte die Trägerschaft übernommen und die BSG trat nun als „Fortschritt Großenhain“ an. Drei Jahre konnte die Bezirksliga gehalten werden, zwischen 1980/81 und 1983/84 war man wieder Fahrstuhlmannschaft zwischen dritter und vierter Liga. Ihren Tiefpunkt erreichten die Fortschritt-Fußballer in der Saison 1983/84, als sie den Abstieg in die Kreisliga antreten mussten.
Bis zur letzten Saison des DDR-Fußballs 1990/91 gelang der BSG Fortschritt nicht mehr die Rückkehr auf die Bezirksebene. Bereits 1990 hatte sie sich aufgelöst, und neue bürgerliche Sportvereine hatten ihr Erbe unter sich verteilt.

## Personen von besonderer Bedeutung
Der Fußballspieler Joachim Kern begann seine sportliche Laufbahn bei Turbine Großenhain. Ab 1968 spielte er für Stahl Riesa und Dynamo Dresden in der DDR-Oberliga, der höchsten Spielklasse im DDR-Fußball.